# Barabhum
Barabhum fou un estat tributari protegit a Orissa. Una part dels seus habitants eren de l'ètnia bhumij.
El 1832 va esclatar un plet successori a l'estat i un contingent bhumij dirigit per Ganga Narayan, va assolar el principat; els britànics van enviar una força des de Burdwan i Ganga Narayan va morir en combat quan atacava la fortalesa principal del thakur de Kharsawan; els bhumijs llavors es van sotmetre.